# Decatur (Tennessee)
Decatur település az Amerikai Egyesült Államok Tennessee államában, Meigs megyében, melynek megyeszékhelye is. Lakosainak száma 1563 fő (2020. április 1.).

## Népesség
A település népességének változása:

| 2010 | 1 598 |
| 2020 | 1 563 |